# قصيدة الفرح
قصيدة إلى السعادة بالألمانية (Ode an die Freude) قصيدة غنائية كتبها الشاعر والمسرحي الألماني فريدريش فون شيلر في عام 1785، وقد لحنها المؤلف الموسيقى الشهير بيتهوفن في المقطع الرابع والأخير من سيمفونيته التاسعة.
وتعتبر هذه القصيدة من أروع ما كتب فريدريش فون شيلر في عالم الأدب، ومن أروع ما لحن بيتهوفن في عالم الموسيقى.
وقد كتبها شيللر وأودع في كلماتها...الرغبة الجارفة للنفس البشرية نحو السعادة..وتمثل ترتيلة حب ودعوة إلى السلام والمحبة بين كل البشر. وتعتبر الآن النشيد الوطني الرسمي للاتحاد الأوروبي.
القصيدة نفسها ملحنة من قبل بييتهوفن تستخدم اليوم كنشيد قومي للاتحاد الأوروبي.
هناك تلحينات أخرى للقصيدة من موسيقييين اخرين منهم النمساوي فرانز شوبرت.

## نشيد الفرح؛ ترجمة: د. بهجت عباس[4]
أيتها الفرحة، يا شرارةَ الآلهة الجميلةَ
يا اِبنةً من أرض الخلود،
ندخل، متوهّجين انتشاءً،
ملاذَكِ القدسيَّ، عَـبـرَ الأثيـر،
حيث أسحارُكِ تعيد رَبْطَ
ما قطّعه سيف اختلاف الزيّ.
يصبح الشّحاذون إخوةَ الأمراءِ
أينما يرفرف جناحُكِ الرقيق.
```
    
 جوقة
```

أيتها الملايين! كونوا متعانقين!
خذوا هذه القُـبلـةَ إلى الدنيا كلّها!
أيّها الإخوة! فوق خيمة النجوم
يقيم أبٌ حبيبٌ.
مَنْ أفلح في الرَمْـيـة الكبرى،
أنْ يكونَ صديقاً لصديق،
ومن حَظِيَ بامرأة جميلة،
فليشتركْ معنا بالابتهاج!
نعم، وكذلك من يعرف روحاً واحدة فقط،
ذاته على هذه الأرض!
والذي لم يعرفْ قطُّ،
فليبتعدْ عن هذه المجموعة باكياً!
 جوقة
من يُـقِـمْ في الحلقة الكبيرة،
فليُعـلنْ انتماءه إلى العاطفة!
التي تقوده إلى النجوم
حيث المجهولُ على عرشه.
الكائنات كلّها تنهل الفرحة
من أثداء الطبيعة،
كلّ الأخيار وكلّ السيِّئين،
يقـتـفـون أثرَ ورودها.
أعطتنا قُـبَلاً وأعطتنا نبيذاً،
صديقاً مُختَبراً في الموت،
سعادةً أعطِـيَـتِ الدودةُ،
والمَلَـكُ يقف أمام الإلـه

 جوقة
تهاوَوا أمامه ركّعاً، أيتها الملايين؟
وأنتِ يا دنيا، هل أدركتِ الخالقَ؟
اِبحثوا عنه فوق خيمة النجوم.
هو فوق النجوم يسكن حتماً.
الفرحة هي الينبوع القويّ
في الطبيعة الخالدة.
الفرحة، الفرحة تُدير الدواليبَ
في ساعة الكون الكبيرة.
تُغري الأزهار أن تخرج من براعمها،
والشموسَ من سمائها،
وتسيّر الأفلاكَ في مجالاتها،
حيث لا يدركها منظارُ الرائي.

 جوقة
سعيدٌ، مثل شموسِه محلّقـةً،
عبرَ خطّة السّماء الرائعة،
انطلقوا، أيّها الإخوة، في طريقكم،
سعداءَ مثل بطلٍ يرنو إلى نصر.
من انعكاس الحقيقة الوهّاجة
تبتسم للباحث.
تقود المكابدَ
إلى هضبة الفضيلة الصّاعدة.
على جبال الإيمان المشمسة
يرى المرء راياتِـهـا ترفرف،
خلال صدْع توابيتها المتفجّرة،
يراها المرء واقفة في جوقة الملائكة.

 جوقة
عانوا بشجاعة أيّتها الملايين!
عانوا لعالم أفضلَ!
فوق خيمة النجوم
ربّ عظيمٌ يكافئكم.

لا يستطيع الإنسان أنْ يكافئ الآلهةَ،
إنّه لجميلٌ أنْ نكونَ مثلَهم.
حزن وفقر ينبغي أنْ يُعلنـا،
وبالابتهاج يفرح الإنسان.
كراهية وانتقام يجب أن يُنسَـيا،
وانْ يكون العفو لعدوّنا اللدود،
لا دمعةٌ يجب أن تهصره،
ولا ندمٌ يحطّ من شأنه.

 جوقة
لَنُلغي دفتر ديوننا،
ونتصالح مع العالم كلّه،
إخوتي! فوق خيمة النجوم
يحكم الربّ كما حُكم علينا.
الفرحة تفور في الأقداح،
في دمِ العنبِ الذهبيّ
ينهل الوحشيّ آكل لحم البشر بفظاظة،
ويمتصّ اليأسُ قوةَ الأبطال.
إخوتي! حلّقوا من مقاعدكم،
عندما تدور الكؤوس المليئة حولكم،
دعوا الرغوة تتدفق إلى السماء:
هذه الكأسُ للروح الطيّبة.
 جوقة
ذاك الذي تمجّدُه مجموعةُ النجوم
هو من تثني عليه تراتيلُ الملائكة،
هذه الكأسُ إلى الروح الطيّبة،
فوق خيمة النجوم في الأعالي.
شجاعة صامدة في الملمّاتِ الصِّعاب،
مساعدة، عندما تبكي البراءة،
يبقى القسَمُ إلى الأبد،
الحقيقة تجاه الصّديق والعدوّ.
عظَمةُ الرجل أمامَ عروشِ الملوك،
إخوتي، إنْ كلّف حياةً أو دماً-
أعطوا التيجانَ إلى من استحقّها-
تدمير حضانة الكذب.
 جوقة
أغلقوا هذه الحلقة المقدّسة بإحكام أكثرَ،
اقسموا بهذا النبيذ الذَّهبيِّ،
كونوا مخلصين للعهد الإلهي،
اقسموا له عند قاضي السَّماء.
انقاذ من سلاسل الطغاة،
كرمٌ أيضاً للشرّير،
أمل ٌعلى سرير الموت،
عفوٌ من المحكمة العليا،
يجب أن يحيا الموتى أيضاً،
إخوتي، اشربوا وتوافـقـوا،
كل الذنوب يجب أن تُغـفــرَ،
يجب ألاّ يكونَ ثمّة جحيمٌ بعد هذا.
 جوقة
ساعةُ وداعٍ رائـقـةٌ،
نومٌ عذبٌ في كفـن،
إخوتي، جملة رقـيقـة،
من فم قاضي الموت.